# Hypnum adscendens
Hypnum adscendens là một loài Rêu trong họ Hypnaceae. Loài này được (Lindb.) A. Jaeger mô tả khoa học đầu tiên năm 1880.